# 狡球蛛
狡球蛛（学名：Theridion sisyphium）为球蛛科球蛛属的动物。分布于俄罗斯、欧洲以及中国大陆的黑龙江、新疆、西藏等地，主要栖息于草丛、农田、棉田和菜地草丛中，亦见于云杉林间草丛中以及灌木丛中。该物种的模式产地在欧洲。